# 山本吉昭
山本 吉昭（やまもと よしあき、1982年12月31日 - ）は、岩手県滝沢村（現・滝沢市）出身のバスケットボール選手である。ポジションはガード。175cm、68kg。

## 来歴
小学3年生の時に兄の影響を受けバスケットボールを始めた。
滝沢村立滝沢中学校から岩手県立盛岡南高等学校へ進学。高校2年時3年時にウィンターカップに出場。高校卒業後は秋田経済法科大学に進学。
大学卒業後は、横浜ギガスピリッツやストリートボールのLEGENDなどに所属。
2011年、bjリーグドラフト会議にて全体9位で岩手ビッグブルズに指名され入団。
2014年、bjリーグ 2013-14シーズン終了後に選手契約満了となり退団。
現在は、バスケットボールスクールを立ち上げ指導者として活動している。

## 経歴
- 盛岡南高校 - 秋田経済法科大学 - 横浜ギガスピリッツ - LEGEND - 滝沢クラブ - 岩手ビッグブルズ